# Водогрейный котёл
Водогрейный котёл — котёл для нагрева воды под давлением. «Под давлением» обозначает, что кипение воды в котле не допускается: её давление во всех точках выше давления насыщения при достигаемой там температуре (практически всегда оно выше и атмосферного давления).

## Применение

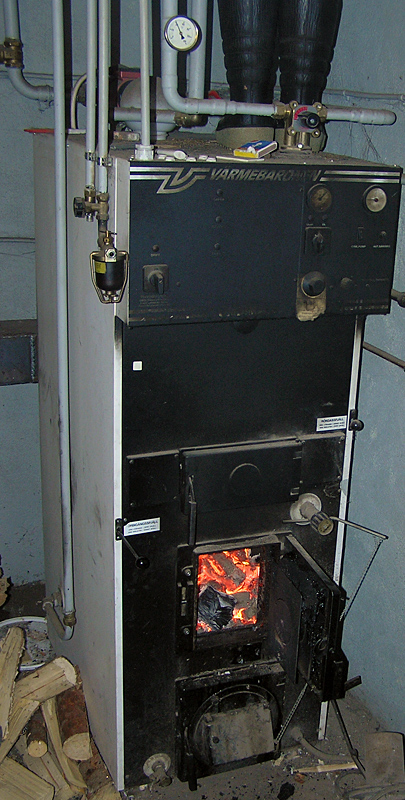
Водогрейный котёл на дровах

Водогрейные котлы применяются в основном для нужд теплоснабжения в частных домах, на котельных различной мощности и на ТЭЦ. В последнем случае они обычно используются как пиковое оборудование в дни максимальных тепловых нагрузок, а также для резервирования тепла от отборов турбины (их установленная мощность в умеренном и холодном климате значительно превосходит мощность отборов, но коэффициент её использования невелик).
Капитальные вложения в водогрейные котлы гораздо ниже, чем в установку комбинированной выработки теплоты той же тепловой мощности, однако при этом не вырабатывается электроэнергия и нет возможности осуществить привод механизмов котельной паром.

## Характеристики
- Теплопроизводительность водогрейного котла — количество теплоты, получаемое водой в водогрейном котле в единицу времени. Измеряется в кВт, МВт, чаще в Гкал/час.
  - Номинальная теплопроизводительность — наибольшая теплопроизводительность, которую водогрейный котел должен обеспечивать при длительной эксплуатации при номинальных значениях параметров воды с учетом допустимых отклонений.

Водогрейные котлы бывают малой (4–65 кВт), средней (70–1800 кВт) и большой (от 1,8 МВт) мощности.
- Номинальная температура воды на входе — температура воды, которая должна обеспечиваться на входе в водогрейный котел при номинальной теплопроизводительности с учетом допустимых отклонений. Составляет для разных моделей 60–110 °C.
- Минимальная температура воды на входе — температура воды на входе, обеспечивающая допустимый уровень низкотемпературной коррозии труб поверхностей нагрева (под действием выпадающего из газов конденсата). Зависит от влажности и сернистости топлива; обычно для газовых котлов составляет 60 °C, для редких моделей чуть ниже.
- Максимальная температура воды на выходе — температура воды на выходе из водогрейного котла, при которой обеспечивается номинальное значение недогрева воды до кипения при рабочем давлении. Основной параметр для классификации котлов как опасных объектов, в СНГ нормативы чётко различают котлы до 115 °C включительно и свыше этой величины. Номинальная температура на выходе может составлять от 70 °C до 150 °C и выше.
- Температурный градиент воды в водогрейном котле — разность температур воды на выходе из котла и на входе в котел. Чугунные котлы имеют по этому параметру более жёсткие ограничения по сравнению со стальными.

## Водогрейные котлы большой мощности производстваСССР

Котёл КВГ-4,5-150

Котёл КВаГн «Вулкан» VK-2000

### Система обозначений
По ГОСТ 21563-82*, обозначение состоит из букв КВ (котёл водогрейный) и индексов:
- типа топлива: Т — твёрдое топливо, М — жидкое (мазут), Г — газообразное;
- типа топки (для твердотопливных): Р — слоевая топка (решётка), К — камерная, В — вихревая, Ц — циклонная, Ф — с кипящим слоем;
- Н — котёл с наддувом, С — сейсмостойкое исполнение.

Пример: КВ-ГМ-100С — котёл водогрейный газомазутный мощностью 100 Гкал/ч, в сейсмостойком исполнении.
Мощности котлов назначались по рядам: 4; 6,5; 10; 15; 20; 30 Гкал/ч — для работы в основном режиме; 50, 100, 180 Гкал/ч — для работы в основном или пиковом режиме.

### Типы котлов
Все водогрейные котлы большой мощности — водотрубные, с наддувом воздуха вентиляторами; большинство имеет уравновешенную тягу, а некоторые из них дополнительно снабжаются дымососами.
До Великой Отечественной войны советская промышленность выпускала чугунные и редко стальные секционные котлы небольшой мощности.
Модели котлов:
- НР-17, НР-18, НР-55 — стальной секционный трубчатый котёл. Разработан инженером Николаем Ревокатовым.[5]
- ТВГМ-30 («теплофикационный водогрейный газомазутный, 30 Гкал/ч») — П-образный котёл, с которого началась работа ДКЗ в 1960 г.[6]
- ПТВМ («пиковый теплофикационный водогрейный на мазуте», работали также на газе) — котлы ПТВМ-30М (П-образный, модификация предыдущего), ПТВМ-50 (башенный) выпускал ДКЗ с начала 1960-х, ПТВМ-100 (башенный) и ПТВМ-180 (Т-образный, с двумя двусветными экранами) — ПО «Сибэнергомаш». Котлы на 50 и 100 Гкал/ч имели индивидуальную дымовую трубу высотой 55 м и были рассчитаны на естественную тягу, с сопутствующими ей проблемами.[3]
- КВ-ГМ, КВ-ТС, КВ-ТК — наиболее современные из серийных водогрейных котлов СССР (выпускаются до сих пор). Различия между КВ-ГМ и ПТВМ:
  - КВ-ГМ-50 и 100 имеют П-образную компоновку и рассчитаны на принудительную тягу;
  - В КВ-ГМ отсутствует несущий каркас для площади поверхности нагрева;
  - Кирпичная кладка в КВ-ГМ имеется только под трубами подового экрана (фундамент ПТВМ требует переделки под КВ-ГМ);
  - различные типы горелок.

## Переводпаровых котловв водогрейный режим
Промышленные паровые котлы (мощностью 1–40 МВт), если получение от них пара более не требуется, можно переоборудовать в водогрейные. При этом основная часть поверхностей нагрева котла сохраняется, но порядок их включения по воде изменяется. Котёл может быть переведён на любую из вышеназванных схем циркуляции; при этом барабан заполняется водой доверху, часто в него помещаются перегородки или какие-либо распределительные устройства; экономайзер может быть переключён по сетевой воде параллельно или последовательно бывшей испарительной поверхности.
Положительные моменты:
- существенно упрощается эксплуатация котельных за счет вывода из работы всего парового контура (пароводяных подогревателей, охладителей конденсата, питательных насосов, пароконденсатной арматуры), а также упрощения эксплуатации самих котлов;
- экономичность котлов и расчетная тепловая мощность не снижаются (а при понижении температуры теплоносителя экономичность может и существенно возрасти);
- когда у котлов уже закончился расчетный срок службы, а потребителям не нужна высокая температура теплоносителя, паровые котлы переводятся на водогрейный режим с максимальной температурой подогрева воды 115°С;
- реконструкция котла гораздо дешевле строительства нового водогрейного.

Замеченные недостатки:
- при работе котла на сетевой воде низкого качества он может быстро засоряться (а отмыть его сложнее, чем пароводяной бойлер; нужны фильтры);
- котёл на переменных режимах (при различных нагрузках) ведёт себя менее стабильно, чем соответствующий водогрейный (падает экономичность или выпадает конденсат из уходящих газов), есть опасность запаривания некоторых трубок и их пережога;
- в некоторых схемах из-за этих факторов котёл быстро выходит из строя, или его гидравлическое сопротивление очень велико;
- мощность котла меньше, чем у стандартного водогрейного той же площади.